# ドウェイン・ビケット
ドウェイン・ビケット（Duane Bickett 1962年12月1日- ）はカリフォルニア州ロサンゼルス出身のアメリカンフットボール選手。NFLのインディアナポリス・コルツ、シアトル・シーホークス、カロライナ・パンサーズでプレーした。ポジションはラインバッカー。
高校時代はアメリカンフットボールの他にバスケットボール、陸上競技を行った。卒業後USCに進学した彼は4年次にオールアメリカンに選出された。
1985年のNFLドラフト1巡目全体5位でインディアナポリス・コルツに指名されて入団した。1985年に最優秀新人選手に、1987年にはプロボウルに選ばれる活躍を見せてチームの守備も前年の25位から6位に向上した。その後2003年にドワイト・フリーニーまでコルツの守備選手からプロボウルに選ばれる選手は現れなかった。
コルツに在籍した1993年までの8年間で彼はわずか3試合しか欠場せず50サック、9インターセプト、8ファンブルフォース、14ファンブルリカバーの成績を残した。
1994年2月にサラリーキャップの節約のためチームから放出された彼は同年6月にシアトル・シーホークスと契約。
1996年に制限つきフリーエージェントとなった彼はカロライナ・パンサーズに移籍しその年で現役生活を終えた。
現役時代には手術を受けたことのなかった彼は、引退後7度にわたり手術を受けた。現在も彼は足腰に痛みを抱えている。